# Opolanie (grupa etnograficzna)
Opolanie – duża grupa etnograficzna ludności polskiej zamieszkująca Górny Śląsk, na północ od Górzan. Odznaczają się silnym poczuciem zwartości grupowej. Opolanie dzielą się na wiele mniejszych grup.
Małe grupy etnograficzne Opolan:
- Zaodrzoki – mieszkają za Odrą[3];
- Goloki – mieszkają za Odrą, w części powiatu prudnickiego[4];
- Bajoki – mieszkają za Odrą, w powiecie kozielskim[4];
- Odrziki (Odrzocy[2], Odrzoki[5]) – mieszkają nad Odrą, w miejscowościach: Golczowice, Narok, Niewodniki, Skarbiszów[3];
- Podlesioki – zamieszkują tereny bliżej lasów[3], w powiecie prudnickim[6];
- Leśnioki – zamieszkują w lasach, w miejscowościach: Kaniów, Ładza, Krzywa Góra, Dancyn, Murów, Domaradzka Kuźnia, Dąbrówka[3];
- Borosie – mieszkają w miejscowościach: Ligota Tułowicka, Szydłów, Wawelno, Dąbrowa[3];
- Krysioki (Krysiocy[2]) – mieszkańcy powiatu opolskiego[4];
- Kobylorze – mieszkańcy powiatu strzeleckiego i północno-zachodniego skrawka toszecko-gliwickiego[4]. Śląskie Centrum Dziedzictwa Kulturowego w Katowicach przedstawia także, że podgrupa Kobylarzy mieszka na terenie powiatu pyskowickiego[7]. Stanisław Bąk wyróżnił osobno gwarę Kobylorzy[4].